# Trávnik
Trávnik (em húngaro: Komáromfüss) é um município da Eslováquia, situado no distrito de Komárno, na região de Nitra. Tem 18,62 km² de área e sua população em 2018 foi estimada em 701 habitantes.

## Demografia
| Ano:        | 1994 | 2004   | 2014   | 2024    |
| ----------- | ---- | ------ | ------ | ------- |
| Broj ljudi: | 749  | 676    | 725    | 642     |
| Razlika:    |      | -9,74% | +7,24% | -11,44% |

| Ano:               | 2023 | 2024   |
| ------------------ | ---- | ------ |
| Número de pessoas: | 657  | 642    |
| Diferença:         |      | -2,28% |